# 北葛飾郡

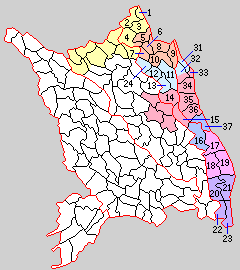
1.栗橋町 2.靜村 3.豐田村 4.八輪野崎村 5.行幸村 6.幸手町 7.上高野村 8.權現堂川村 9.吉田村 10.八代村 11.田宮村 12.杉戶町 13.堤鄉村 14.幸松村 15.豐野村 16.松伏領村 17.旭村 18.吉川村 19.三輪野江村 20.彥成村 21.早稻田村 22.戶崎村 23.八木鄉村 24.高野村 31.豐岡村 32.櫻井村 33.寶珠花村 34.富多村 35.南櫻井村 36.川邊村 37.金杉村 （紫：三鄉市 桃紅：吉川市 紅：春日部市 橙：幸手市 黃：久喜市 藍：松伏町 水藍：杉戶町）

北葛飾郡（日语：／ Kitakatsushika gun */?）是埼玉縣東部的一郡。
現轄有以下2町：
- 杉戶町
- 松伏町